# مطار أربيل الدولي
مطار أربيل الدولي هو من أهم مطارات إقليم كردستان العراق، وهو يقع في مدينة أربيل، ويعتبر ثالث أكبر مطار في العراق من حيث عدد المسافرين، وحسب إحصائيات النقل الجوي لوزارة التخطيط العراقية، فقد وصل عدد المسافرين في مطار أربيل الدولي إلى 317 012 1 مُسافر في سنة 2018.

## التاريخ
افتتح المطار في منتصف عام 2005 من قبل حكومة إقليم كردستان العراق، وقد كان يستخدم لأغراض عسكرية قبل أن يفتح في عام 2005 للرحلات المدنية، كما أن المطار صُمم وبني على أسس هندسية وتكنولوجية لإستيعاب طائرات الإيرباص إيه 380 العملاقة في المستقبل. وتتوفر في المطار الحديث جميع الأجهزة البيئية الحديثة وله جهاز بيئي منفصل والذي يعالج تقلبات الطقس. وهو يقع في مكان قريب من وسط مدينة أربيل، والذي من شأنه القضاء على الانتقالات الطويلة من وإلى المطار، ويقلل من تأثير ذلك على البيئة. وجرى تمويل بناء وتشييد مطار أربيل الدولي من قبل حكومة إقليم كردستان وبتكلفة إجمالية مقدارها 550 مليون دولار أمريكي. وتبلغ الطاقة الإستيعابية للمطار 3 ملايين مسافر سنوياً.
في عام 2017، أعلنت الحكومة العراقية عن إيقاف جميع الرحلات الدولية في مطار أربيل مع الإبقاء على الرحلات الداخلية فقط، وتأتي هذه الإجراءات، ردّاً على مشروع استقلال إقليم كردستان العراق، ولكن أُلغي الحظر في عام 2018، وسُمح للمطار المباشرة بالرحلات الدولية.

## شركات الطيران

### الركاب
هذه هي الخطوط الجوية التي تسير إلى مطار أربيل:
| شركـات طيـران           | الوجهات |
| ----------------------- | --- |
| العربية للطيران         | مطار أبو ظبي الدولي (تبدأ 22 يونيو 2023)، مطار الشارقة الدولي |
| الأناضول جت             | مطار أضنة شاكرباشا، مطار ديار بكر، مطار غازي عنتاب الدولي، مطار صبيحة كوكجن الدولي |
| الخطوط الجوية النمساوية | مطار فيينا الدولي |
| أجنحة الشام للطيران     | مطار دمشق الدولي |
| مصر للطيران             | مطار القاهرة الدولي |
| طيران الإمارات          | مطار دبي الدولي |
| يورو وينجز              | مطار دوسلدورف الدولي |
| فلاي بغداد              | مطار حلب الدولي، مطار إيسنبوغا الدولي، مطار بغداد الدولي، مطار دمشق الدولي، مطار إسطنبول الدولي، مطار الأمير محمد بن عبد العزيز الدولي |
| فلاي دبي                | مطار دبي الدولي |
| فلاي أربيل              | مطار سخيبول أمستردام، مطار بيروت رفيق الحريري الدولي، مطار كولونيا بون الدولي، مطار كوبنهاغن، مطار دبي الدولي، مطار دوسلدورف الدولي، مطار فرانكفورت، مطار هانوفر لانغنهاغن، مطار إسطنبول الدولي، مطار ميونخ الدولي، مطار يريفان الدولي                                                                            |
| الخطوط الجوية العراقية  | مطار الملكة علياء الدولي، مطار إيسنبوغا الدولي، مطار بغداد الدولي، مطار حيدر علييف الدولي، مطار البصرة الدولي، مطار برلين براندنبرغ، مطار القاهرة الدولي، مطار كوبنهاغن، مطار دبي الدولي، مطار دوسلدورف الدولي، مطار فرانكفورت، مطار إسطنبول الدولي، مطار ميونخ الدولي، مطار النجف الدولي، مطار السليمانية الدولي |
| لوفتهانزا               | مطار فرانكفورت |
| ماهان إير               | مطار الإمام الخميني الدولي |
| طيران الشرق الأوسط      | مطار بيروت رفيق الحريري الدولي |
| خطوط بيغاسوس            | مطار إيسنبوغا الدولي، مطار أنطاليا، مطار غازي عنتاب الدولي، مطار صبيحة كوكجن الدولي |
| الخطوط الجوية القطرية   | مطار حمد الدولي |
| الملكية الأردنية        | مطار الملكة علياء الدولي |
| صن إكسبريس              | موسمي: مطار أنطاليا |
| الخطوط الجوية التركية   | مطار إسطنبول الدولي |

### الشحن
| شركـات طيـران         | الوجهات                  |
| --------------------- | ------------------------ |
| الملكية الأردنية      | مطار الملكة علياء الدولي |
| الخطوط الجوية التركية | مطار إسطنبول الدولي      |

## استهداف المطار

### 30 سبتمبر 2020
في 30 سبتمبر 2020 قصف مطار أربيل الدولي بستة صواريخ انطلقت في الساعة الثامنة والنصف مساء من قرية شيخ أمير التابعة للموصل والتي هي تحت سيطرة القوات العراقية صوب مطار أربيل الدولي. الصواريخ أطلقت من على متن عجلة نوع بيك أب في حدود برطلة بين قرى شيخ أمير وترجلة، وهي مناطق تقع ضمن حدود القوات العراقية.

### 15 فبراير 2021
سقطت قذائف صاروخية في محيط مطار أربيل الدولي بإقليم كردستان العراق، مساء الاثنين 15 فبراير 2021، حسبما ذكرت «سكاي نيوز» عربية. واستهدفت 3 قذائف هاون، مطار أربيل سقط 2 منها في المدينة بعدما تصدت لهما مضادات التحالف الدولي.

### 14 أبريل 2021
قُصف المطار في يوم الأربعاء 14 أبريل 2021 الموافق للثاني من شهر رمضان 1442هـ، بصاروخ ولم يُعلن عن وقوع أي أضرار وبحسب أوميد خوشناو محافظ أربيل فإن «دوي انفجار سمع في محيط مطار أربيل، وقد بدأت التحقيقات لتحديد مكان إطلاق الصاروخ»، مُشيرًا إلى أن «المعلومات الأولية تفيد بعدم وجود خسائر بشرية».

### 6 يوليو 2021
تعرض مطار أربيل الدولي لهجوم بطائرة مسيرة مفخخة، أسفر عن اندلاع حرائق بعيدا عن منشآته، ولم يسبب حدوث أضرار مادية ولم ينجم عنه إصابات أو خسائر في الأرواح.

### 12 سبتمبر 2021
استهداف مطار أربيل الدولي في إقليم كردستان العراق، بطائرات مسيرة مفخخة، دون وقوع أي خسائر بشرية والهجوم نفذ بواسطة طائرتين بدون طيار، ولم يتسبب الهجوم في أي خسائر

### 7 تشرين الثاني 2023
ثلاث طائرات مسيرة هاجمت قاعدة عسكرية للتحالف الدولي في مطار أربيل في توقيتين منفصلين. وقال مسؤول في وزارة الدفاع الأميركية إنه لم تقع إصابات أو أضرار في البنية التحتية.

### 25 ديسمبر 2023
أعلن جهاز مكافحة الإرهاب في إقليم كردستان العراق، يوم الاثنين 25 ديسمبر 2023، عن تعرض مطار أربيل الدولي لقصف بطائرة مسيرة وأسفر عن إصابة 3 جنود أميركيين ".

### 27 ديسمبر 2023
تحطمت طائرة مسيّرة مفخخة، بالقرب من قرية "آشوكاني" القريبة من مطار أربيل الدولي، 27 سبتمبر ، وفق ما أعلن جهاز مكافحة الإرهاب في إقليم كردستان العراق.
وقال الجهاز عبر بيان: إنه أسقطت طائرة مسيرة مفخخة من قبل قوات التحالف الدولي، بالقرب من قرية "آشوكاني" التابعة لناحية بحركة في محافظة أربيل، مشيراً إلى أنه ليس هناك أية إصابات مادية أو بشرية.

### 31 ديسمبر 2023
اعلن جهاز مكافحة الارهاب في إقليم كردستان العراق، اسقاط طائرة مسيرة في أربيل وذكر؛ أن "طائرة مسيرة مفخخة استهدفت قاعدة للتحالف الدولي ضد داعش في مطار اربيل وقد اطلقت من قبل الميليشيات الخارجة عن القانون وأضاف البيان؛ أن الطائرة اسقطت.

### 2 كانون الثاني 2024
منظومة الدفاع الجوي في أربيل، تمكنت من التصدي لاستهداف صاروخي بطائرة درون ملغمة على مطار أربيل الدولي دون وقوع أي إصابات  ونسب الهجوم لـ"ميليشيا خارجة على القانون".

### 16 كانون الثاني 2024
أعلن جهاز مكافحة الإرهاب في إقليم كردستان العراق، إسقاط 3 طائرات مسيرة قرب مطار أربيل الدولي. وتبنى الحرس الثوري الإيراني إطلاق هذه الطائرات.